# フランツ・フォン・バイエルン

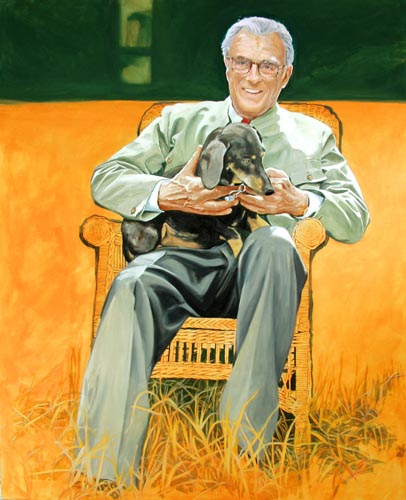
バイエルン公フランツ（ディーター・シュタイン画）

フランツ・ボナフェントゥラ・アーダルベルト・マリア・プリンツ・フォン・バイエルン（Franz Bonaventura Adalbert Maria Prinz von Bayern, 1933年7月14日 - ）は、ドイツの旧諸侯家門の一つ、ヴィッテルスバッハ家の家長（1996年7月8日 - ）。家督を継承した翌年の1997年より、「バイエルン公（Herzog von Bayern）」を称する。

## 経歴
1918年に退位した最後のバイエルン王ルートヴィヒ3世の嫡系の曾孫である。
バイエルン公アルブレヒトと、その最初の妻でクロアチア貴族のマリア・ドラシュコヴィチ・フォン・トラコシチャン伯爵夫人（1904年 - 1969年）の間の長男として生まれた。両親の結婚は貴賤結婚とされたが、1949年5月18日に対等結婚として承認された。
バイエルン王国の王家であったヴィッテルスバッハ家はナチス・ドイツ体制に反対しており、フランツの父アルブレヒトは1939年に妻子を伴ってハンガリーへ亡命した。一家はブダペストで4年間暮らした後、1943年末にショムローヴァール城に引っ越した。ナチスは1944年3月にハンガリーを占領すると、同年10月6日に11歳のフランツを含むバイエルン公一家を逮捕し、オラニエンブルク強制収容所やダッハウ強制収容所に送り込んだ。1945年4月下旬、一家はアメリカ合衆国軍第3軍によって解放された。フランツはベネディクト会の経営するエッタール修道院 にある付属学校で中等教育を受け、ミュンヘン大学とチューリッヒ大学で企業経営を学んだ。
フランツは現在、旧バイエルン王家の夏の離宮であったニンフェンブルク宮殿の一角を住まいとしている。フランツは現代美術の収集に情熱を注ぎ、そのコレクションの多くは現在、ミュンヘンのピナコテーク・デア・モデルネに永久貸与されている。フランツは聖ゲオルギウス騎士団、聖フーベルト騎士団 の総長であり、またミュンヘン大学の理事やバイエルン科学・人文学アカデミーの名誉会員をも務めている。フランツはまたバイエルンにある多くの聖俗両界の諸団体で名誉職にある。
フランツは未婚であり、彼の死後は弟のマックス・エマヌエルがバイエルン王家家長を継ぐ予定である。しかしマックス・エマヌエルにも男子がないため、家長位はフランツの従弟（単純に男系のみから見れば又従弟）にあたるルイトポルトとその子孫が継承することになる。
フランツは2021年6月、長年交際している同性パートナーがいることを発表した。

## 「ジャコバイトの王」
イングランド王およびスコットランド王チャールズ1世の嫡系子孫でもあるため、ジャコバイトから正統なイングランド王およびスコットランド王「フランシス2世（Francis II）」、フランス王「フランソワ2世（François II）」 と見なされるが、当人はこれらの王位になんら関心を抱いていない。事務局長のマルクス・ベヒトルスハイム男爵は、「公爵はこの問題について、自分と関係のない完全なる英国の問題だと考えているため、コメントしません」と2008年に述べている。
ジャコバイトの主張するイングランド王位は、弟マックス・エマヌエルの長女でリヒテンシュタイン侯世子夫人のゾフィーとその子孫に受け継がれることになる。

## 栄典
- 金羊毛騎士団 (オーストリア支流)
  - 騎士 (1962年-)